# Betgné
Betgné (ou Bèt'gné) est un hameau sur les hauteurs de l'Ourthe (rive droite) de la commune de Sprimont situé en Région wallonne dans la province de Liège. Il est traversé par la Haze, affluent de l'Ourthe. Le hameau faisait partie de l'ancienne commune de Dolembreux.

## Étymologie
Orthographié successivement Betheingnees, Bettegnees, Betgnée, Betgney, Betengne, Betengnez, Betegné, Bet’gné et enfin Betgné, il signifierait : bien rural appartenant à  Bettinius ou exploité par lui.

## Situation
Betgné se trouve entre les villages ou hameaux de Flagothier-La Haze, Fontin, Hautgné et Dolembreux. Il est situé au milieu des prairies sur le versant nord du ruisseau de la Haze.

## Description
Ce hameau condrusien est initialement et principalement composé de fermettes construites en moellons de grès. La partie basse est de construction plus récente. Betgné, formé d'une rue principale et de deux rues en cul-de-sac, compte une trentaine d'habitations.